# فووت+
فووت+ هي قناة تلفزيونية فرنسية مخصصة لبث مباريات كرة القدم من كنال بلوس جروب وجزء من باقة Multisports .

### شعار
- [متى؟]
- + de matchs + d'émotion.

## حقوق البث

### الملكية
فووت+ مملوكة بواسطة كنال + Distribution ، وهي شركة فرعية 100 ٪ من كنال+ ، وهي نفسها شركة فرعية مملوكة لـ 80 ٪ من مجموعة كانال +.

## تاريخ
من 1996 إلى 2012 ، Kiosque و مولتي فيزيون ثم فووت+ بث مباريات Ligue 1 مباشرة وحصرية. كما عرضت مباريات دوري أبطال أوروبا والدوري الأوروبي . ، تبث فووت+ في وقت واحد ما يصل إلى سبع مباريات من دوري الدرجة الأولى (D1) على سبع قنوات مختلفة.
في عام 2012 ، فقدت كنال + حقوق بث مباريات ليغ 1 (الدفع مقابل المشاهدة : لوت 6) لصالح قنوات بي إن سبورتس ثم قنوات ميديا برو .
خلال دورة الألعاب الأولمبية الصيفية لعام 2016 ، بثت فووت+ أحداث كرة القدم بالكامل. لتصبح القناة بعد ذلك في متناول جميع مشتركي كنال+.
في عام 2021 ، بعد إغلاق قناة Téléfoot ، استعادت كنال + حقوق بث قناة ليغ 1. تبث على كنال+ سبورت والمباريات كاملة على فووت+.
توقفت القناة عن البث على مدار 24 ساعة (على القناة 250) ، دون اشتراك من كنال+ ، في جوان 2022. تظل القناة متاحة على قنوات الناقلة للأحداث الرياضية على القنوات من 253 إلى 258.
في 17 أبريل 2023 ، أعلنت كنال+ عن إنشاء قناة مولتي سبورتس السابعة ، والتي تحمل اسم مولتي سبورتس 7 على القناة 259.
في 13 يونيو 2023  ، أعلنت مجموعة كنال + عن انتهاء بث الدوريات النسائية مثل الدوري الفرنسي للسيدات على فووت+.

## الحقوق الرياضية
في عام 2023 ، حصلت القناة على حقوق البث التي حصلت عليها Foot + :
- الدوري الإنجليزي الممتاز (1999-2016 ثم منذ 2019-2025) ، السبت الساعة 4 مساءً.

## انتشار
تتوفر فووت+ في باقة كنال+ سبورت ، أو عن طريق الاشتراك في خيار " Multisports ".
توفر فووت+ 7 قنوات متعددة الرياضات (القنوات من 253 إلى 259) والتي تحمل الاسم فووت+ عند بث مباراة مباشرة.